# Chikara - Sumobryderens Søn
Chikara - Sumobryderens Søn er en dansk dokumentarfilm fra 2014, der er instrueret af Simon Lereng Wilmont efter eget manuskript.

## Handling
Filmen handler om den 10-årige japanske dreng Chikara, der dyrker sumobrydning. Chikara deltager i mange turneringer, og han er et stort talent. Det kræver stor selvdisciplin og hård træning at være sumobryder, men det er sejt at blive så god, at man vinder kampe. Chikara er dog ikke altid sikker på, at han vil være sumobryder. Engang imellem længes han også bare efter at være barn og lege med sine venner. Træningen gør tit ondt, den er krævende og tager næsten al hans sparsomme fritid. Chikaras far er tidligere professionel sumobryder, og der er derfor store forventninger til Chikara. De høje forventninger gør Chikara usikker på, om han er god nok. Det betyder alt for Chikara at gøre sin far glad og stolt.